# Pseudacris cadaverina
Az Pseudacris cadaverina a kétéltűek (Amphibia) osztályának békák (Anura) rendjébe és a levelibéka-félék (Hylidae) családjába tartozó faj.

## Előfordulása
A faj megtalálható Kalifornia állam déli részén és a mexikói Alsó-Kalifornia államban. Egy, az utóbbi időben végzett felülvizsgálatig a Hyla nemzetségbe tartozott. Élőhelye kövekben és sziklákban gazdag folyók. Elterjedési területe nem folyamatos.

## Megjelenése
Színezete álcázást biztosít számára, gyakran kövekre hasonlít. Színe szürke vagy világosbarna sötétebb foltokkal, hasa fehéres. Lábának és hasának alsó fele sárga. A hímek torka sötétsárga. Ujjai közötti úszóhártya feltűnő, hátán a bőre durva és szemölcsös. Hossza 2,9–5 cm.